# Tanzanie aux Jeux olympiques
La Tanzanie participe pour la première fois aux Jeux olympiques en 1964 à Tokyo, sous le nom de Tanganyika.
Par la suite, la Tanzanie envoie une équipe à chaque édition des Jeux olympiques d'été sauf aux Jeux olympiques d'été de 1976 pour protester contre la participation de la Nouvelle-Zélande, son équipe de rugby à XV ayant fait une tournée dans une Afrique du Sud subissant l'apartheid. 
La Tanzanie n'a jamais participé aux Jeux olympiques d'hiver.

## Tableau des médailles
| Jeux        | Médaille d'or, Jeux olympiques | Médaille d'argent, Jeux olympiques | Médaille de bronze, Jeux olympiques | Total |
| ----------- | ------------------------------ | ---------------------------------- | ----------------------------------- | ----- |
| Moscou 1980 | 0                              | 2                                  | 0                                   | 2     |
| Total       | 0                              | 2                                  | 0                                   | 2     |

| Place | Sport      | Médaille d'or, Jeux olympiques | Médaille d'argent, Jeux olympiques | Médaille de bronze, Jeux olympiques | Total |
| ----- | ---------- | ------------------------------ | ---------------------------------- | ----------------------------------- | ----- |
| 1     | Athlétisme | 0                              | 2                                  | 0                                   | 2     |
|       | Total      | 0                              | 2                                  | 0                                   | 2     |

| Place | Sportif          | Sport      | Médaille d'or, Jeux olympiques | Médaille d'argent, Jeux olympiques | Médaille de bronze, Jeux olympiques | Total |
| ----- | ---------------- | ---------- | ------------------------------ | ---------------------------------- | ----------------------------------- | ----- |
| 1     | Filbert Bayi     | Athlétisme | 0                              | 1                                  | 0                                   | 1     |
| 1     | Suleiman Nyambui | Athlétisme | 0                              | 1                                  | 0                                   | 1     |
|       |                  | Total      | 0                              | 2                                  | 0                                   | 2     |